# Echipa de bob
Echipa de bob (titlu original: Cool Runnings) este un film american sportiv de comedie de familie de aventuri din 1993 regizat de Jon Turteltaub. Rolurile principale au fost interpretate de actorii Leon Robinson, Doug E. Doug și Rawle D. Lewis.

## Prezentare
Irving Blitzer (John Candy) pierde medaliile olimpice de aur după ce se află că a pus greutăți suplimentare în bobul său. Mai târziu, atletul Derice Bannock (Leon) ratează calificarea la proba olimpică de sprint de 50 metri din cauza unui accident. Cei doi hotărăsc să revină la Olimpiadă și formează o echipă de bob jamaicană.  
Filmul se bazează pe evenimente reale, prezentând debutul la bob al echipei jamaicane la Jocurile Olimpice de Iarnă din 1988 de la Calgary, Alberta, Canada.

## Distribuție
- Leon Robinson ca Derice Bannock
- Doug E. Doug ca Sanka Coffie
- Rawle D. Lewis ca Junior Bevil
- Malik Yoba ca Yul Brenner
- John Candy ca Irving "Irv" Blitzer
- Raymond J. Barry ca Kurt Hemphill
- Peter Outerbridge ca Josef Grull
- Paul Coeur ca Roger
- Larry Gilman ca Larry
- Charles Hyatt ca Whitby Bevil
- Winston Stona - Coolidge
- Bertina Macauley ca Joy Bannock
- Kristoffer Cooper ca Winston

## Coloană sonoră
Coloana sonoră a filmului a fost lansată de Sony în 1993 în format CD (Columbia Chaos OK 57553).
| Nr. | Titlu                        | Muzică                | Lungime |  |
| 1.  | „Wild Wild Life”             | Wailing Souls         |         |  |
| 2.  | „I Can See Clearly Now”      | Jimmy Cliff           |         |  |
| 3.  | „Stir It Up”                 | Diana King            |         |  |
| 4.  | „Cool Me Down”               | Tiger                 |         |  |
| 5.  | „Picky Picky Head”           | Wailing Souls         |         |  |
| 6.  | „Jamaican Bobsledding Chant” | Worl-A-Girl           |         |  |
| 7.  | „Sweet Jamaica”              | Tony Rebel            |         |  |
| 8.  | „Dolly My Baby”              | Super Cat             |         |  |
| 9.  | „The Love You Want”          | Wailing Souls         |         |  |
| 10. | „Countrylypso”               | Hans Zimmer           |         |  |
| 11. | „The Walk Home”              | Hans Zimmer           |         |  |
| 12. | „Rise Above It”              | Lock Stock and Barrel |         |  |

## Primire
Filmul a beneficiat de recenzii pozitive. Cool Runnings are un rating de 74% pe Rotten Tomatoes bazat pe 31 de recenzii, 23 pozitive și 8 negative.